# جوردن إيفانز
جوردن إيفانز (بالإنجليزية: Jordan Evans)‏ (25 أكتوبر 1987 في الولايات المتحدة - ) هو لاعب كرة قدم أمريكي في مركز الهجوم. لعب مع Richmond Kickers Future ‏.

## وصلات خارجية
- جوردن إيفانز على موقع قاعدة بيانات كرة القدم.إي يو (الإنجليزية)